# كارلوس واتسون
كارلوس واتسون (بالإسبانية: Carlos Watson)‏ (22 نوفمبر 1951 كوستاريكا - ) هو لاعب كرة قدم كوستاريكي يلعب كلاعب وسط.